# س. بي. هاردينغ
س. بي. هاردينغ (بالإنجليزية: C. B. Harding)‏ هو مخرج أمريكي، ولد في 1951.

## وصلات خارجية
- س. بي. هاردينغ على موقع IMDb (الإنجليزية)
- س. بي. هاردينغ على موقع قاعدة بيانات الفيلم (الإنجليزية)